# Дворец Ораниенбаум (Саксония-Анхальт)
Ораниенбаум (нем. Schloss Oranienbaum) — дворцово-парковый ансамбль конца XVII — начала XVIII веков, расположенный в немецком городе Ораниенбаум-Вёрлиц в федеральной земле Саксония-Анхальт. Является составной частью Паркового королевства Дессау-Вёрлиц, и тем самым входит в список Всемирного культурного наследия ЮНЕСКО.

## Исторический очерк
Строительство дворца началось в 1681 году по заказу Иоганна Георга II и продолжалось примерно до 1685 года, когда были завершены его главный корпус, кавалерский дом и большой барочный сад в модном тогда голландском стиле. Ораниенбаум планировался в качестве летней резиденции для жены Иоганна Георга Генриетты Катарины, урождённой принцессы Ораниен-Нассау, и получил своё имя в честь будущей владелицы. Возведение дворца было поручено находящемуся на бранденбургской службе нидерландскому архитектору Корнелису Рикверту (нидерл. Cornelis Ryckwaert), руководившему также закладкой одноимённого города. После смерти Иоганна Георга II в 1693 году Ораниенбаум стал вдовьей резиденцией Генриетты Катарины, и был в 1698—1702 годах перестроен, приобретя, в целом, свой современный вид; в полуподвальном этаже из этого времени сохранился Летний обеденный зал, обильно украшенный делфтскими изразцами.
После смерти Генриетты Катарины в 1708 г. дворец использовался лишь время от времени как охотничье поместье вплоть до правления князя Леопольда Фридриха Франца, при котором, в первую очередь, в дворцовом парке были проведены обширные работы (после 1780 года) по его благоустройству в соответствии с новой «китайской» модой. Отталкиваясь от идей британского архитектора Уильяма Чемберса, некогда барочный парк с островами был превращён в своём роде уникальный в современной Германии англо-китайский парк с многочисленными горбатыми мостиками, чайным павильоном и пятиэтажной пагодой.
В южной части парка в 1811 году была возведена также 175-метровая оранжерея, одна из крупнейших в Европе.
После Второй мировой войны во дворце был размещён филиал Магдебургского государственного архива, в 1993 году преобразованный в Ораниенбаумский земельный архив. Последний, в свою очередь, в 2001 году стал частью нового Главного архива федеральной земли Саксония-Анхальт, и был вскоре переведён в Дессау. Вслед за этим последовали музеефикация Ораниенбаумского дворцового комплекса и обширные реставрационные работы, продолжающиеся и по сей день.